# Bhenswara
Bhenswara fou una thikana de Jodphur, un dels estats tributaris del maharajà de Jodhpur o Marwar.
La thikana fou concedida en jagir vers el 1820 al thakur (noble) Jagat Singh pel maharajà Man Singh.